# 巴特穆斯考
巴特穆斯考（德語：Bad Muskau，發音：[ˌbaːt ˈmʊskaʊ] ⓘ，發音：[ˈmuʒakɔf] ⓘ）是德国萨克森州格尔利茨县的城市，总面积15.38平方千米，2023年12月31日总人口为3,685人。

## 人物
- 古斯塔夫·費希納（1807年－1887年），哲学家和实验心理学家，韦伯-费希纳定律提出者
- 卡爾·佩格勞（1927年－2009年），交通心理學家及工程師、交通號誌小人創造者
- 奧拉夫·欽克（英语：Olaf Zinke）（1966年－），競速滑冰運動員，1992年冬季奧林匹克運動會德國隊金牌得主